# Lübbenau
Lübbenau/Spreewald, innan 1998 Lübbenau, (lågsorbiska: Lubnjow / Błota) är en stad i det tyska länet Oberspreewald-Lausitz i förbundslandet Brandenburg. 
De tidigare kommunerna Bischdorf, Boblitz, Groß Beuchow, Groß Klessow, Groß Lübbenau, Hindenberg, Kittlitz, Klein Radden, Leipe och Ragow uppgick i Lübbenau/Spreewald den 26 oktober 2003.
Den mest populära turistattraktionen är Spreewelten, ett äventyrsbad med olika saunor.

## Befolkning
- Befolkningsutvecklingen i de nuvarande gränserna (Blå linje: Befolkning—Prickade linjen: Jämförelse med utvecklingen av Brandenburg—Grå bakgrund: Period av Nazi styre—Röd bakgrund: Period av kommunistiskt styre)
- Aktuella befolkningsutveckling (blå linjen) och prognoser (prickade linjen).

| År   | Invånare |
| ---- | -------- |
| 1875 | 10 174   |
| 1890 | 10 359   |
| 1910 | 10 549   |
| 1925 | 10 526   |
| 1933 | 9 918    |
| 1939 | 9 672    |
| 1946 | 13 341   |
| 1950 | 12 986   |
| 1964 | 22 542   |
| 1971 | 26 192   |

| År   | Invånare |
| ---- | -------- |
| 1981 | 25 270   |
| 1985 | 24 295   |
| 1989 | 24 181   |
| 1990 | 23 854   |
| 1991 | 23 037   |
| 1992 | 23 043   |
| 1993 | 22 733   |
| 1994 | 22 510   |
| 1995 | 22 182   |
| 1996 | 21 828   |

| År   | Invånare |
| ---- | -------- |
| 1997 | 21 450   |
| 1998 | 20 998   |
| 1999 | 20 530   |
| 2000 | 19 959   |
| 2001 | 19 474   |
| 2002 | 19 116   |
| 2003 | 18 272   |
| 2004 | 17 995   |
| 2005 | 17 808   |
| 2006 | 17 560   |

| År   | Invånare |
| ---- | -------- |
| 2007 | 17 290   |
| 2008 | 17 098   |
| 2009 | 16 936   |
| 2010 | 16 820   |
| 2011 | 16 438   |
| 2012 | 16 276   |
| 2013 | 16 086   |
| 2014 | 16 082   |
| 2015 | 16 237   |
| 2016 | 16 109   |

| År   | Invånare |
| ---- | -------- |
| 2017 | 16 090   |
| 2018 | 16 021   |
| 2019 | 15 977   |
| 2020 | 15 969   |